# ريان كروسر
ريان كروسر (ولد في 18 ديسمبر 1992) هو رياضي اميركي متخصص في دفع الجلة ورمي القرص .فاز بالميدالية الذهبية في دفع الجلة في 2016 في ريو دي جانيرو دورة الألعاب الأولمبية. لقد سبق أن فاز بالميدالية الذهبية في دفع الجلة في عام 2009 بطولة العالم للشباب، وفي أولمبياد باريس 2024 فاز بالميدالية الذهبية في دفع الجلة.

## روابط خارجية
- ريان كروسر على موقع الاتحاد الدولي لألعاب القوى (الإنجليزية)
- ريان كروسر على موقع الاتحاد الأمريكي لسباقات المضمار والميدان (الإنجليزية)
- ريان كروسر على موقع الدوري الماسي (الإنجليزية)
- ريان كروسر على موقع TFRRS.org (الإنجليزية)
- ريان كروسر على موقع اللجنة الأولمبية الدولية (الإنجليزية)
- ريان كروسر على موقع أوليمبيديا (الإنجليزية)
- ريان كروسر على موقع اللجنة الأولمبية والبارالمبية الأمريكية (الإنجليزية)